# Thanh Trường
Thanh Trường là một phường thuộc thành phố Điện Biên Phủ, tỉnh Điện Biên, Việt Nam.

## Địa lý
Phường Thanh Trường nằm ở phía tây thành phố Điện Biên Phủ, có vị trí địa lý:
- Phía đông giáp các phường Him Lam, Mường Thanh, Nam Thanh và Thanh Bình
- Phía tây và phía bắc giáp huyện Điện Biên
- Phía nam giáp phường Nam Thanh.

Phường Thanh Trường có diện tích 6,74 km², dân số năm 2022 là 6.825 người,  mật độ dân số đạt 1.012 người/km².

## Hành chính
Phường Thanh Trường được chia thành 9 tổ dân phố và 5 bản.

## Lịch sử
Phường Thanh Trường được thành lập vào năm 2003 trên cơ sở 281 ha diện tích tự nhiên và 3.147 người của xã Thanh Luông; 251 ha diện tích tự nhiên và 2.627 người của xã Thanh Nưa thuộc huyện Điện Biên được điều chỉnh về thành phố Điện Biên Phủ quản lý.
Sau khi thành lập, phường có diện tích 5,32 km², dân số là 5.774 người, mật độ dân số đạt 1.085 người/km².
Ngày 26 tháng 8 năm 2019, HĐND tỉnh Điện Biên ban hành Nghị quyết số 124/NQ-HĐND về việc:
- Sáp nhập TDP 7 vào TDP 1.
- Sáp nhập TDP 11 vào TDP 9.

Ngày 21 tháng 11 năm 2019, Ủy ban thường vụ Quốc hội ban hành Nghị quyết 815/NQ-UBTVQH14 về việc sắp xếp các đơn vị hành chính cấp huyện, cấp xã thuộc tỉnh Điện Biên (nghị quyết có hiệu lực từ ngày 1 tháng 1 năm 2020). Theo đó, điều chỉnh 0,72 km² diện tích tự nhiên và 766 người của xã Thanh Luông, 0,25 km² diện tích tự nhiên của xã Thanh Hưng thuộc huyện Điện Biên vào phường Thanh Trường.
Sau khi điều chỉnh, phường Thanh Trường có diện tích 7,02 km², dân số là 6.457 người.